# Gignac (Vaucluse)
Pour les articles homonymes, voir Gignac.
Gignac est une commune française située dans le département de Vaucluse, en région Provence-Alpes-Côte d'Azur.
Ses habitants sont appelés les Gignacois.

## Géographie
C'est un village perché situé près de Rustrel et d'Apt (Vaucluse). On trouve des vallonnements boisés au sud et des reliefs au nord.
| Lagarde-d'Apt | Simiane-la-Rotonde Alpes-de-Haute-Provence |       |
| Rustrel       | Gignac                                     | Viens |
| Caseneuve     |                                            | Viens |

### Accès
Passage de la route départementale 22 juste au nord du village et de la route départementale 30 sur les flancs des monts de Vaucluse. La traversée des flancs des monts de Vaucluse est aussi possible par de nombreuses « pistes », chemins en terre plus ou moins praticables.

### Relief
Son relief est assez important. La partie sud, est situé entre 370 et 560 mètres d’altitude. C'est la partie la plus occupée par l'homme où le bourg s'est développé.
Le reste est situé sur les flancs des monts de Vaucluse, entre 450 et 834 mètres (à l'extrême nord-ouest de la commune). Cette partie haute est très peu habitée, très aride et néanmoins très boisée : la végétation est principalement composée de pins et de chênes verts.

### Sismicité
Les cantons de Bonnieux, Apt, Cadenet, Cavaillon, et Pertuis sont classés en zone Ib (risque faible). Tous les autres cantons du département de Vaucluse sont classés en zone Ia (risque très faible). Ce zonage correspond à une sismicité ne se traduisant qu'exceptionnellement par la destruction de bâtiments.

### Hydrographie
Le territoire est traversé d'est en ouest par la petite vallée de la Dôa, un torrent qui prend sa source dans la commune de Viens, sur le flanc méridional des monts de Vaucluse.

### Climat
Pour des articles plus généraux, voir Climat de Provence-Alpes-Côte d'Azur et Climat de Vaucluse.
En 2010, le climat de la commune est de type climat méditerranéen altéré, selon une étude du Centre national de la recherche scientifique s'appuyant sur une série de données couvrant la période 1971-2000. En 2020, Météo-France publie une typologie des climats de la France métropolitaine dans laquelle la commune est dans une zone de transition entre le climat de montagne et le climat méditerranéen et est dans la région climatique  Provence, Languedoc-Roussillon, caractérisée par une pluviométrie faible en été, un très bon ensoleillement (2 600 h/an), un été chaud (21,5 °C), un air très sec en été, sec en toutes saisons, des vents forts (fréquence de 40 à 50 % de vents > 5 m/s) et peu de brouillards. 
Pour la période 1971-2000, la température annuelle moyenne est de 12,6 °C, avec une amplitude thermique annuelle de 16,7 °C. Le cumul annuel moyen de précipitations est de 835 mm, avec 5,7 jours de précipitations en janvier et 3,3 jours en juillet. Pour la période 1991-2020, la température moyenne annuelle observée sur la station météorologique de Météo-France la plus proche, « Apt-Viton », sur la commune d'Apt à 11 km à vol d'oiseau, est de 13,9 °C et le cumul annuel moyen de précipitations est de 770,3 mm. 
La température maximale relevée sur cette station est de 43,6 °C, atteinte le 28 juin 2019 ; la température minimale est de −16,4 °C, atteinte le 7 janvier 1985,,. 
Les paramètres climatiques de la commune ont été estimés pour le milieu du siècle (2041-2070) selon différents scénarios d'émission de gaz à effet de serre à partir des nouvelles projections climatiques de référence DRIAS-2020. Ils sont consultables sur un site dédié publié par Météo-France en novembre 2022.

## Urbanisme

### Typologie
Au 1er janvier 2024, Gignac est catégorisée commune rurale à habitat très dispersé, selon la nouvelle grille communale de densité à sept niveaux définie par l'Insee en 2022.
Elle est située hors unité urbaine. Par ailleurs la commune fait partie de l'aire d'attraction d'Apt, dont elle est une commune de la couronne,. Cette aire, qui regroupe 18 communes, est catégorisée dans les aires de moins de 50 000 habitants,.

### Occupation des sols
L'occupation des sols de la commune, telle qu'elle ressort de la base de données européenne d’occupation biophysique des sols Corine Land Cover (CLC), est marquée par l'importance des forêts et milieux semi-naturels (80,9 % en 2018), en diminution par rapport à 1990 (83,7 %). La répartition détaillée en 2018 est la suivante : 
forêts (80,4 %), zones agricoles hétérogènes (18,9 %), milieux à végétation arbustive et/ou herbacée (0,5 %), terres arables (0,3 %). L'évolution de l’occupation des sols de la commune et de ses infrastructures peut être observée sur les différentes représentations cartographiques du territoire : la carte de Cassini (XVIIIe siècle), la carte d'état-major (1820-1866) et les cartes ou photos aériennes de l'IGN pour la période actuelle (1950 à aujourd'hui).

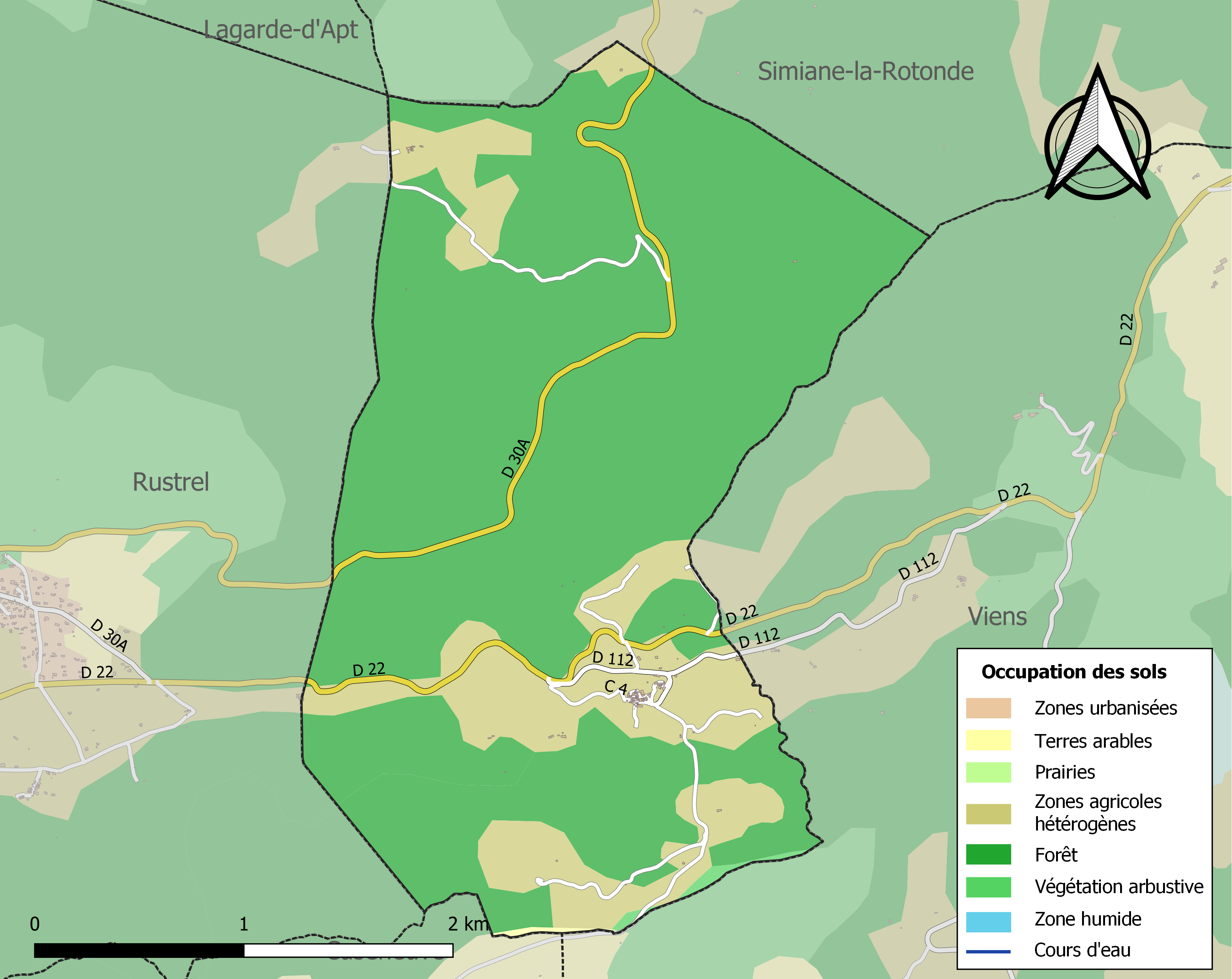
Carte des infrastructures et de l'occupation des sols de la commune en 2018 (CLC).

## Histoire

### Préhistoire et Antiquité
Le quartier de La Ferrière fut le site le plus fréquenté à cette période. Le minerai de fer qui y était extrait avait une teneur de 45 à 55 %. L'étude des anciennes scories a permis de vérifier que cette mine fut exploitée du néolithique jusqu'à la colonisation romaine. D'autres fouilles sur les forges artisanales parsemant la commune ont permis aux archéologues de savoir que cette petite industrie liée au fer a perduré jusqu'au IIIe siècle.

### Moyen Âge
Gignac est citée au XIe siècle sous le nom de Gigniacum.
Le fief de Gignac relevait du comté de Forcalquier au XIIe siècle. Lorsque ce comté perd son indépendance en 1209, à la mort de Guillaume II, un de ses neveux, Guillaume de Sabran tente de le relever. Après une lutte de dix ans, il passe un accord à Meyrargues le 29 juin 1220 avec Raimond Bérenger IV, comte de Provence et lui aussi héritier du comté de Forcalquier. Par cet accord, la moitié sud du comté, dont Gignac, lui est donnée. Guillaume de Sabran conserve sa moitié de comté jusqu'à sa mort, vers 1250.
Gignac devient au XIIIe siècle la seigneurie des Agoult, qui, après être passée en de nombreuses mains, a échu aux Thomas, du XVIIe siècle à la Révolution française.

### Renaissance
Le village était déserté au XVe siècle et a été repeuplé par un acte d'habitation au siècle suivant. Il fait partie de la quarantaine de localités, de part et d'autre du Luberon dans lesquelles s'installent au moins 1400 familles de vaudois des Alpes, soit environ 6 000 personnes, venues des diocèses alpins de Turin et d'Embrun entre 1460 et 1560, selon l'historien Gabriel Audisio. Les deux tiers de ces futurs Vaudois du Luberon sont arrivés entre 1490 et 1520 et la plupart subissent le massacre de Mérindol, qui détruit 24 villages et cause 3000 morts.
Gagné à la cause calviniste, par une religieuse défroquée du couvent Sainte-Croix d'Orange, les villageois s'emparèrent du château de Barthélemy de Thomas. Celui-ci fit appel à Jean de Pontevès, dit lou Mu (le Muet), et son neveu, Hubert de la Garde, dit 'lou Rinar (le Renrd), qui vinrent de Carcès avec les troupes de la Ligue assiéger le village en 1575. Après une nuit de cannonade, les villageois réussirent à s'enfuir. Seuls restèrent et furent retrouvés morts l'ancienne nonne Catherine Barriès et son amant Jacques Turque. Le château et une partie du village furent alors incendiés. Le château, ruiné fut reconstruit entre 1760 et 1780.

### Période moderne
Le 12 août 1793 fut créé le département de Vaucluse, constitué des districts d'Avignon et de Carpentras, mais aussi de ceux d'Apt et d'Orange, qui appartenaient aux Bouches-du-Rhône, ainsi que du canton de Sault, qui appartenait aux Basses-Alpes.
Il y avait encore 252 habitants en 1857.

### Période contemporaine
En 1980, lors du 150e anniversaire de la naissance de Frédéric Mistral, toutes les cloches de Provence devaient carillonner le 8 septembre à midi. Celles de l'église paroissiale Notre-Dame n'ayant plus les siennes, il fallut une réunion spéciale du Conseil municipal pour voter un rallonge de budget permettant d'en acquérir.

### Toponymie
Les formes les plus anciennes dont Gigniacum et castrum Gigniaci, au XIe siècle, suggèrent un domaine ayant appartenu à un homme gaulois Gennius avec le suffixe -acum.

## Politique et administration

### Administration territoriale
La municipalité de Gignac, située dans les Bouches-du-Rhône en 1790, passe en 1793 dans le département de Vaucluse, le district d'Apt et le canton de Viens. En 1801, elle fait partie du canton d'Apt, dans l'arrondissement d'Apt, puis dans celui de Cavaillon en 1926 et à nouveau celui d'Apt à partir de 1933.

### Administration municipale
Le nombre d'habitants au dernier recensement étant inférieur à 100, le nombre de membres du conseil municipal est de 7.

### Liste des maires

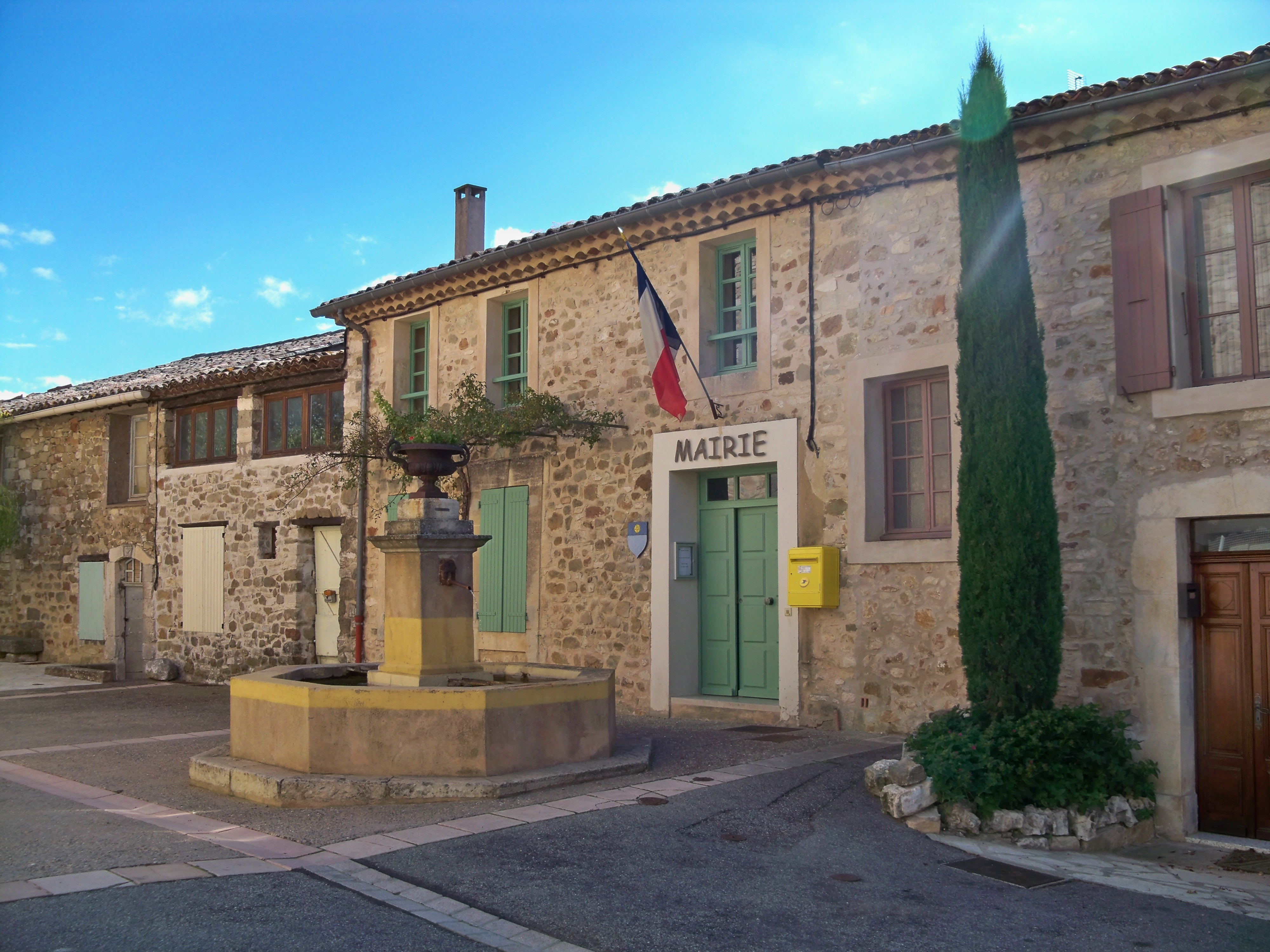
La mairie de Gignac.

| Période                                  | Période                  | Identité        | Étiquette | Qualité     |
| ---------------------------------------- | ------------------------ | --------------- | --------- | ----------- |
| août 1964 au moins                       | septembre 1978 démission | Fernand Bonnet  |           |             |
| octobre 1978                             | mars 2008                | Fernand Borel   | Sans      | Agriculteur |
| mars 2008                                | mars 2014                | Thierry Jahier  | Sans      | Ingénieur   |
| mars 2014                                | en cours                 | Sylvie Pasquini | Sans      |             |
| Les données manquantes sont à compléter. |                          |                 |           |             |

### Fiscalité
| Taxe                                                | Part communale | Part départementale | Part régionale |
| --------------------------------------------------- | -------------- | ------------------- | -------------- |
| Taxe d'habitation (TH)                              | 2,90 %         | 7,55 %              | 0,00 %         |
| Taxe foncière sur les propriétés bâties (TFPB)      | 2,95 %         | 10,20 %             | 2,36 %         |
| Taxe foncière sur les propriétés non bâties (TFPNB) | 30,92 %        | 28,96 %             | 8,85 %         |
| Taxe professionnelle (TP)                           | 3,39 %         | 13,00 %             | 3,84 %         |

La part régionale de la taxe d'habitation n'est pas applicable.

## Population et société

### Démographie
L'évolution du nombre d'habitants est connue à travers les recensements de la population effectués dans la commune depuis 1793. Pour les communes de moins de 10 000 habitants, une enquête de recensement portant sur toute la population est réalisée tous les cinq ans, les populations de référence des années intermédiaires étant quant à elles estimées par interpolation ou extrapolation. Pour la commune, le premier recensement exhaustif entrant dans le cadre du nouveau dispositif a été réalisé en 2005.

En 2022, la commune comptait 73 habitants, en évolution de +8,96 % par rapport à 2016 (Vaucluse : +1,73 %, France hors Mayotte : +2,11 %).
| 1793 | 1800 | 1806 | 1821 | 1831 | 1836 | 1841 | 1846 | 1851 |
| ---- | ---- | ---- | ---- | ---- | ---- | ---- | ---- | ---- |
| 164  | 156  | 167  | 212  | 215  | 195  | 220  | 240  | 232  |

| 1856 | 1861 | 1866 | 1872 | 1876 | 1881 | 1886 | 1891 | 1896 |
| ---- | ---- | ---- | ---- | ---- | ---- | ---- | ---- | ---- |
| 246  | 230  | 202  | 191  | 204  | 197  | 189  | 197  | 125  |

| 1901 | 1906 | 1911 | 1921 | 1926 | 1931 | 1936 | 1946 | 1954 |
| ---- | ---- | ---- | ---- | ---- | ---- | ---- | ---- | ---- |
| 107  | 105  | 87   | 82   | 70   | 63   | 60   | 39   | 32   |

| 1962 | 1968 | 1975 | 1982 | 1990 | 1999 | 2005 | 2006 | 2010 |
| ---- | ---- | ---- | ---- | ---- | ---- | ---- | ---- | ---- |
| 26   | 29   | 21   | 29   | 35   | 48   | 63   | 66   | 56   |

| 2015 | 2020 | 2022 | - | - | - | - | - | - |
| ---- | ---- | ---- | - | - | - | - | - | - |
| 67   | 73   | 73   | - | - | - | - | - | - |

## Économie

### Industrie
Elle fut florissante jusqu'au XIXe siècle, car liée aux carrières d'ocre, et soufre et de fer qui étaient exploitées sur le territoire de la commune. Il n'en reste rien aujourd'hui.

### Agriculture
La commune produit des vins AOC ventoux. Les vins qui ne sont pas en appellation d'origine contrôlée peuvent revendiquer, après agrément le label Vin de pays d'Aigues
Il y a aussi des cultures fruitières comme la production de cerises.

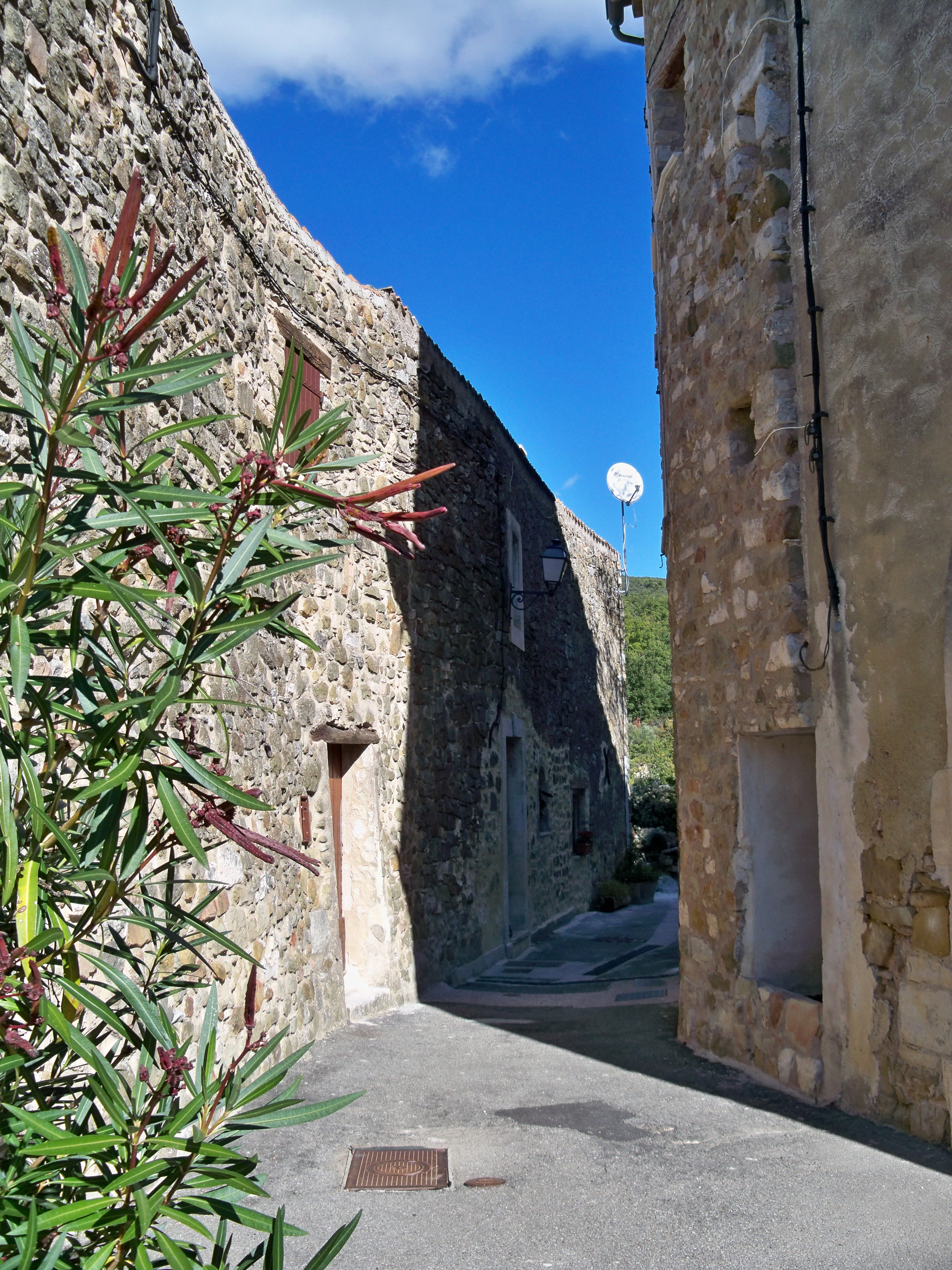
Ruelle en enfilade.
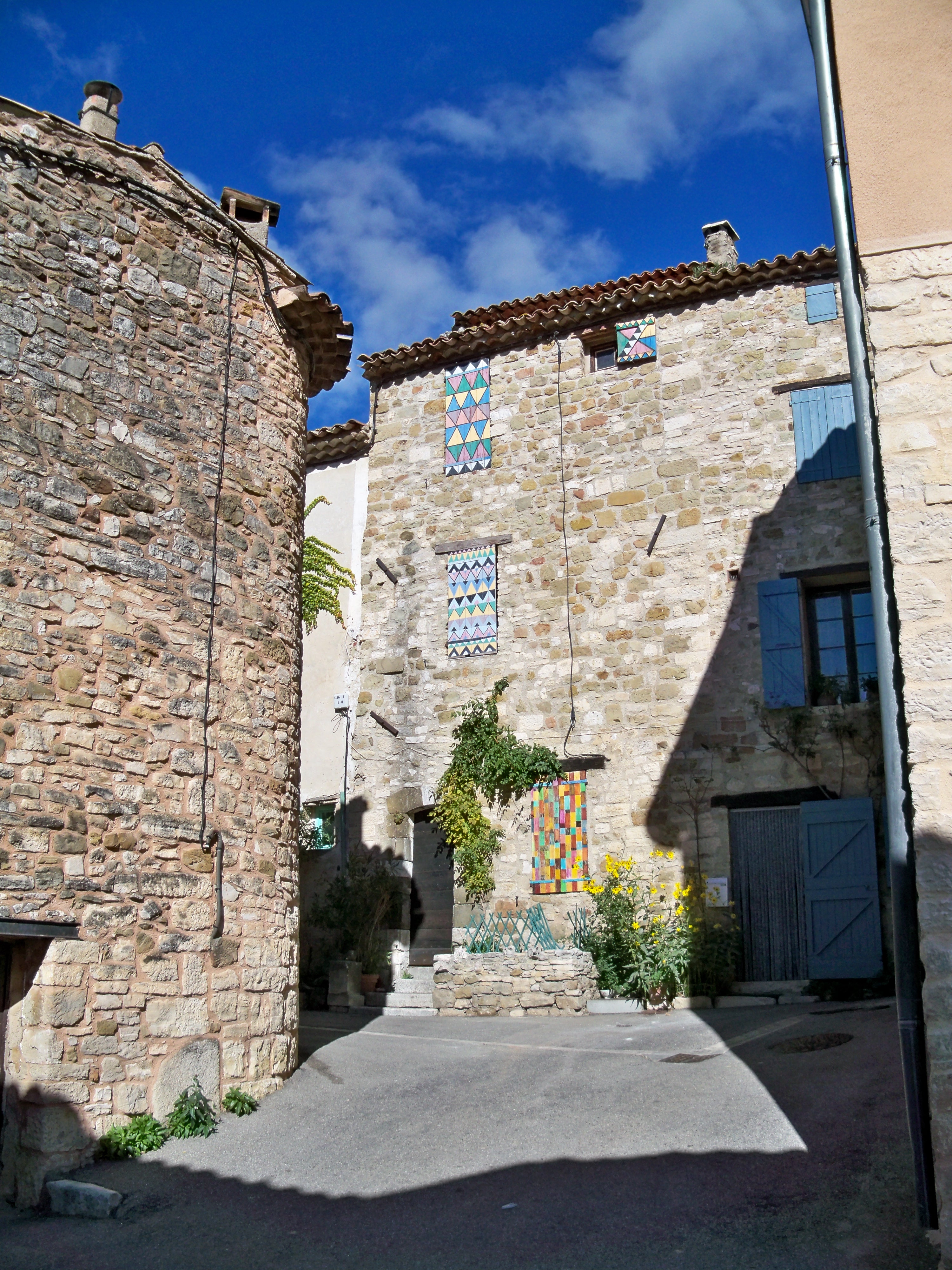
Maison aux volets "arlequin".
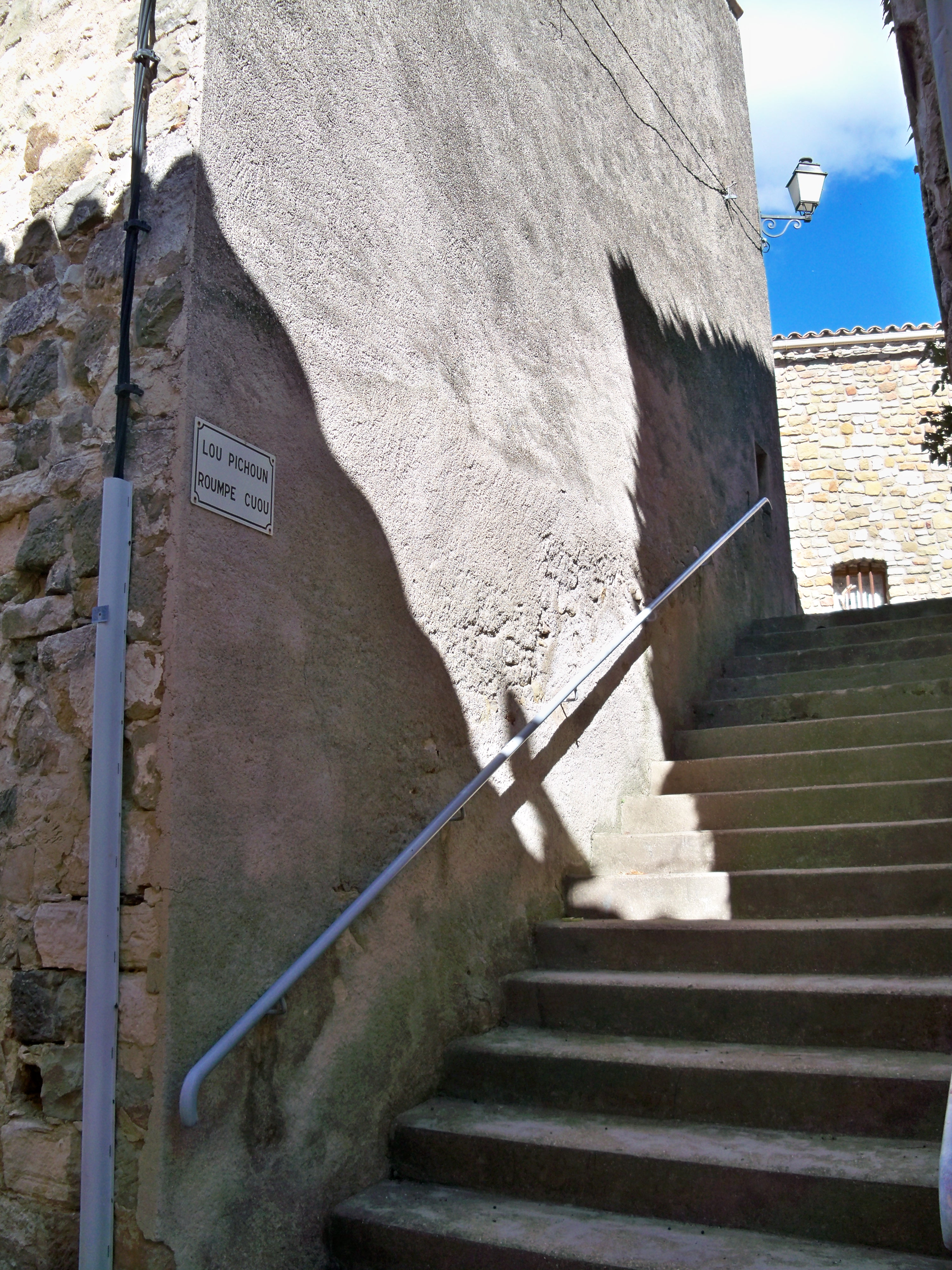
La descente du "pichoun roumpe cuou".

### Tourisme
Comme l'ensemble des communes du nord Luberon, le tourisme joue un rôle, directement ou indirectement, dans l'économie locale. On peut considérer trois principales sortes de tourisme en pays d'Apt. Tout d'abord, le tourisme historique et culturel qui s'appuie sur un patrimoine riche des villages perchés ou sur des festivals. Ensuite, le tourisme détente qui se traduit par un important développement des chambres d'hôtes, de l'hôtellerie et de la location saisonnière, par une concentration importante de piscines et par des animations comme des marchés provençaux. Enfin, le tourisme vert qui profite des nombreux chemins de randonnées et du cadre protégé qu'offrent le Luberon, les Monts de Vaucluse et leurs environs.

## Vie locale
La relative proximité de la ville d'Apt permet l'accès aux supermarchés, grandes surfaces spécialisées, etc.

### Santé
L'Hôpital le plus proche est à Apt ; il n'y a aucun équipement de santé sur la commune.

### Lieux et monuments

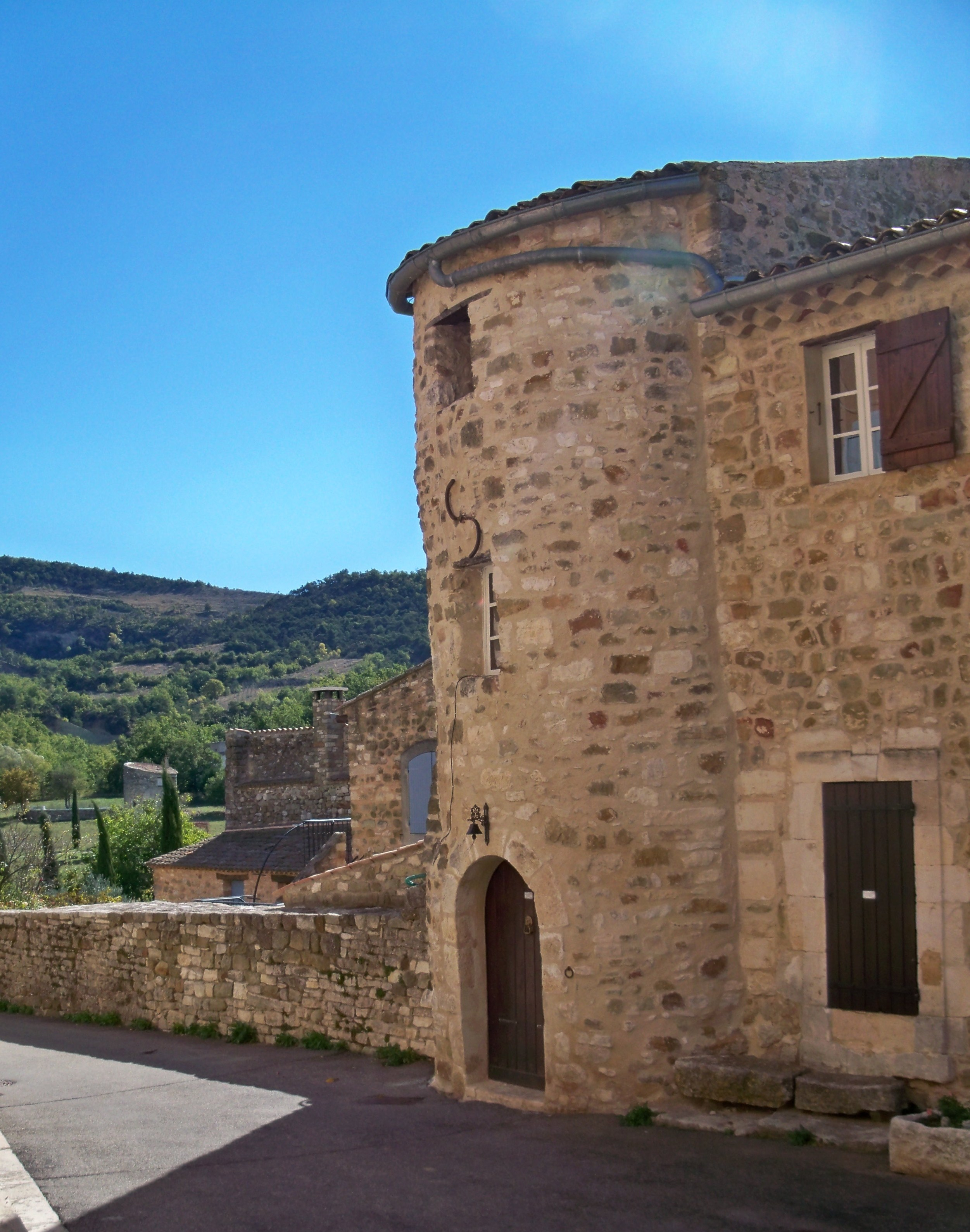
Maison à tour face au château.
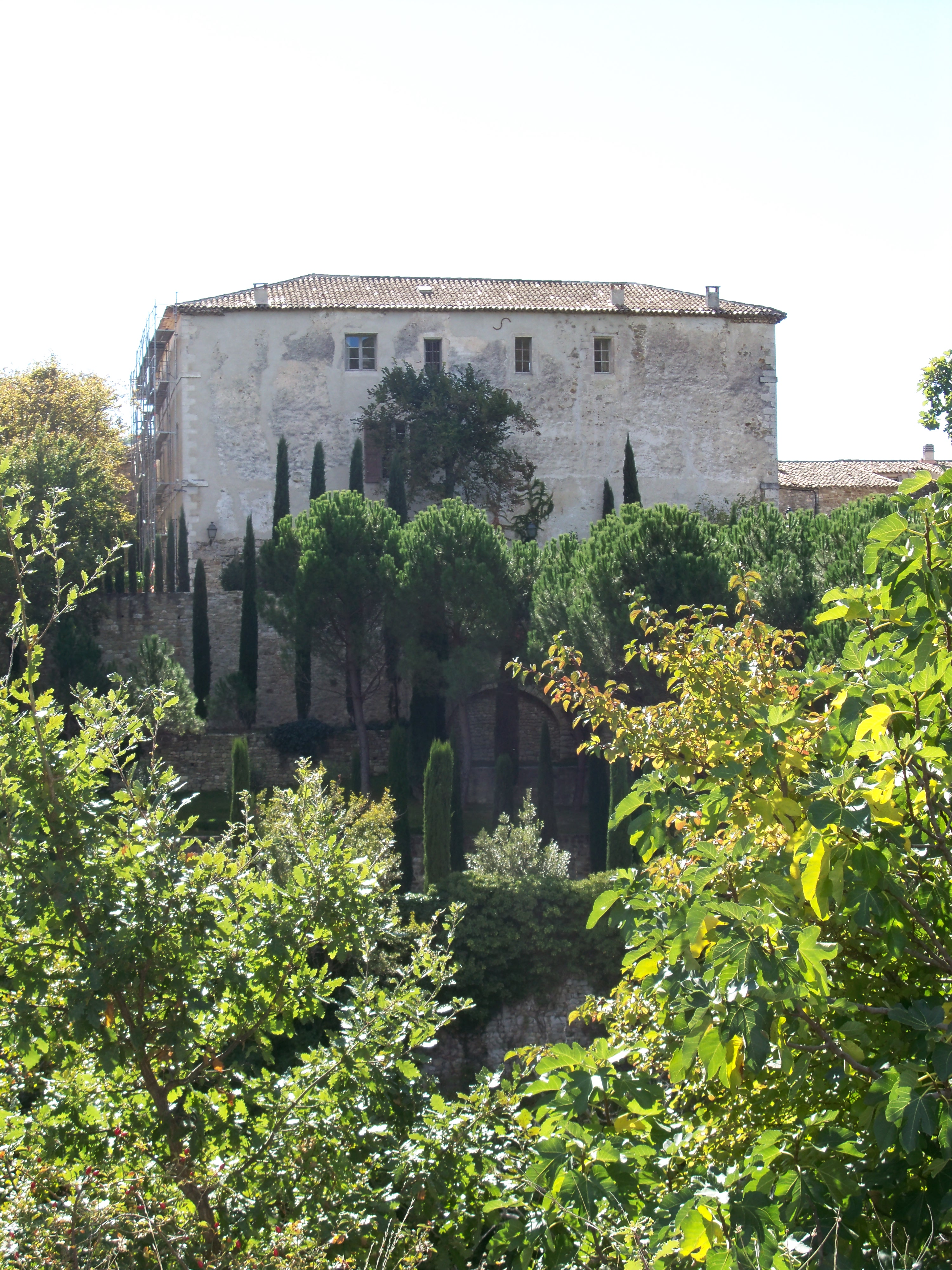
Château de Gignac.
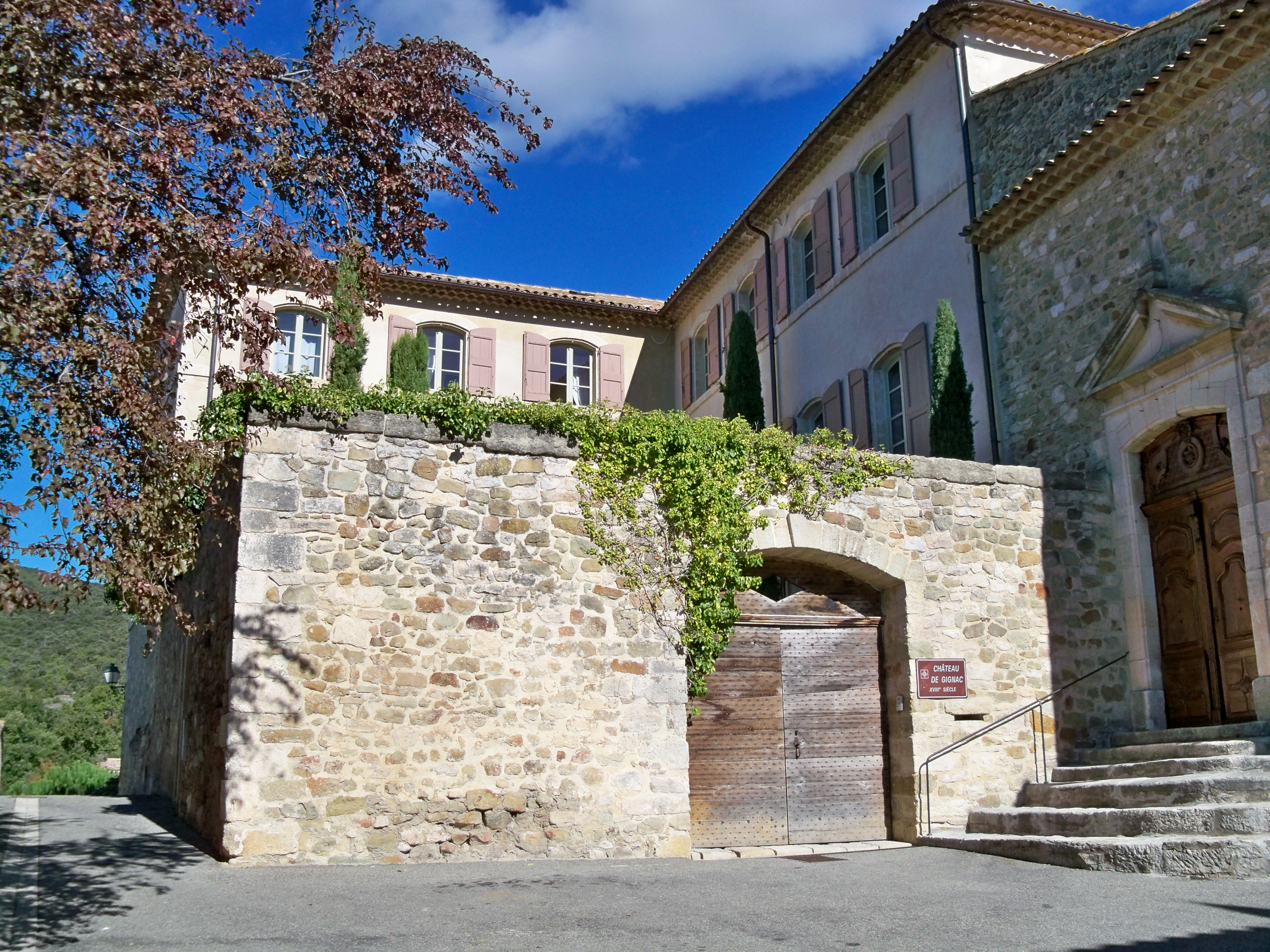
Entrée du château.

- On trouve des vestiges de l'enceinte défensive et de la citadelle qui coiffaient le village.
- Le château date du XVIIIe siècle, entre 1760 et 1780. Les cheminées anciennes et les décors de stuc ont été inscrits monuments historiques le 13 janvier 1997 en même temps que le château, sa cour, sa terrasse et l'escalier du parc[29].
- Un moulin à vent a été conservé.
- Une église Saint-Martin de Gignac, rustique de style roman du XIIe siècle possède une abside semi-circulaire. Elle est inscrite à l'Inventaire général du patrimoine culturel[30].
- Le GR6 traverse le village.
- Sur les flancs des monts de Vaucluse, plusieurs jas (anciennes bergeries).

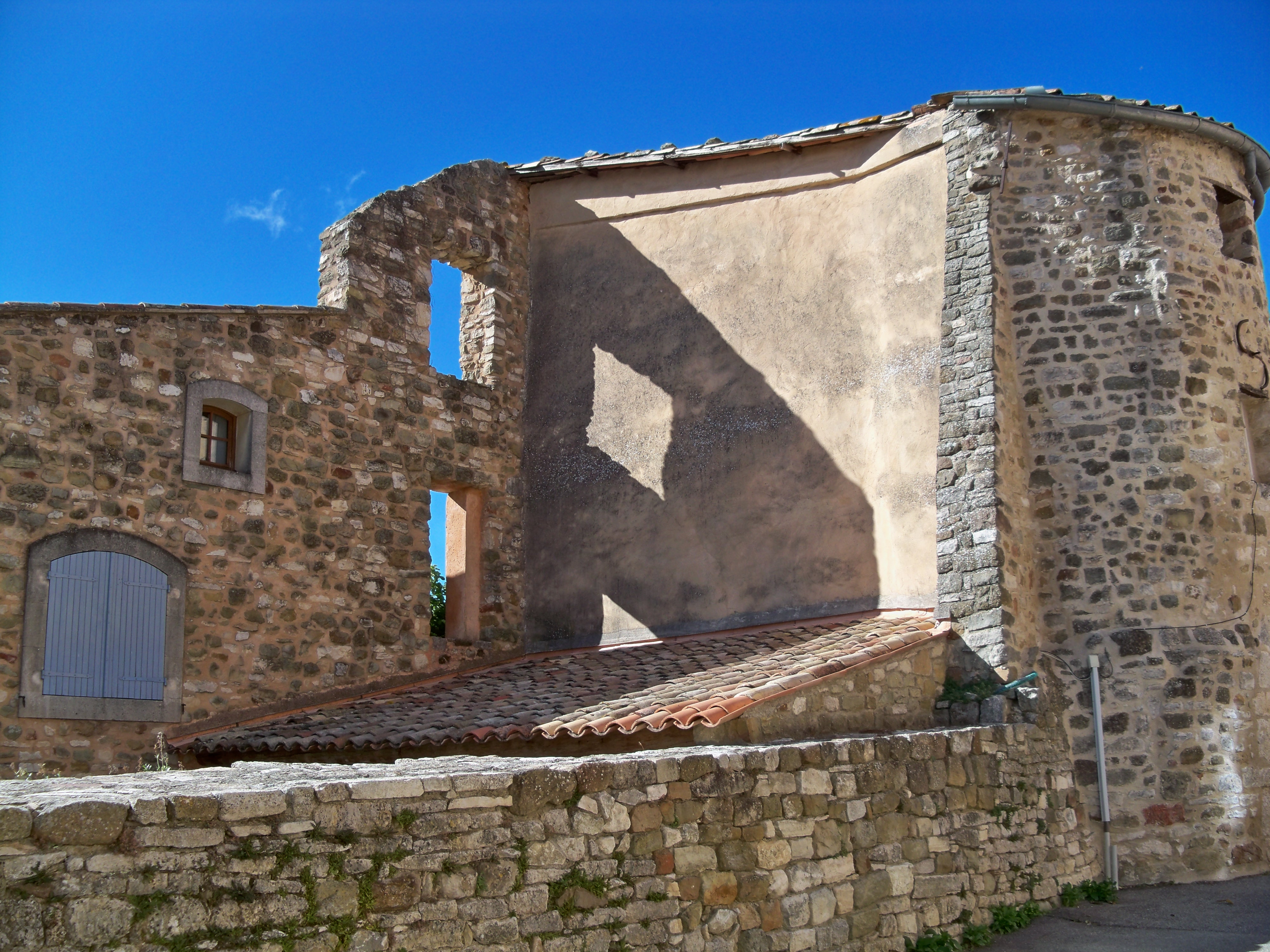
Vieille demeure à ciel ouvert.
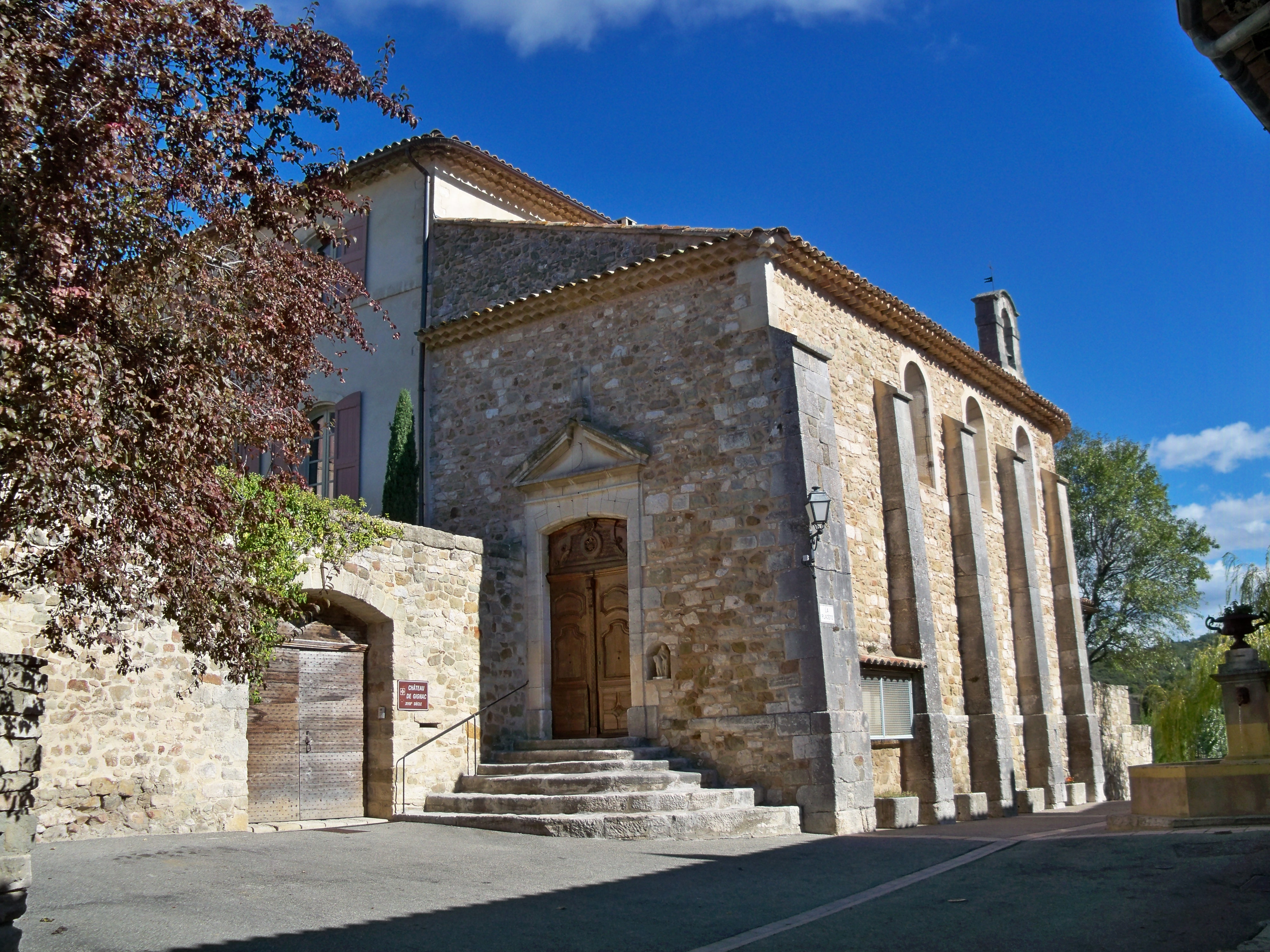
Église de Gignac.
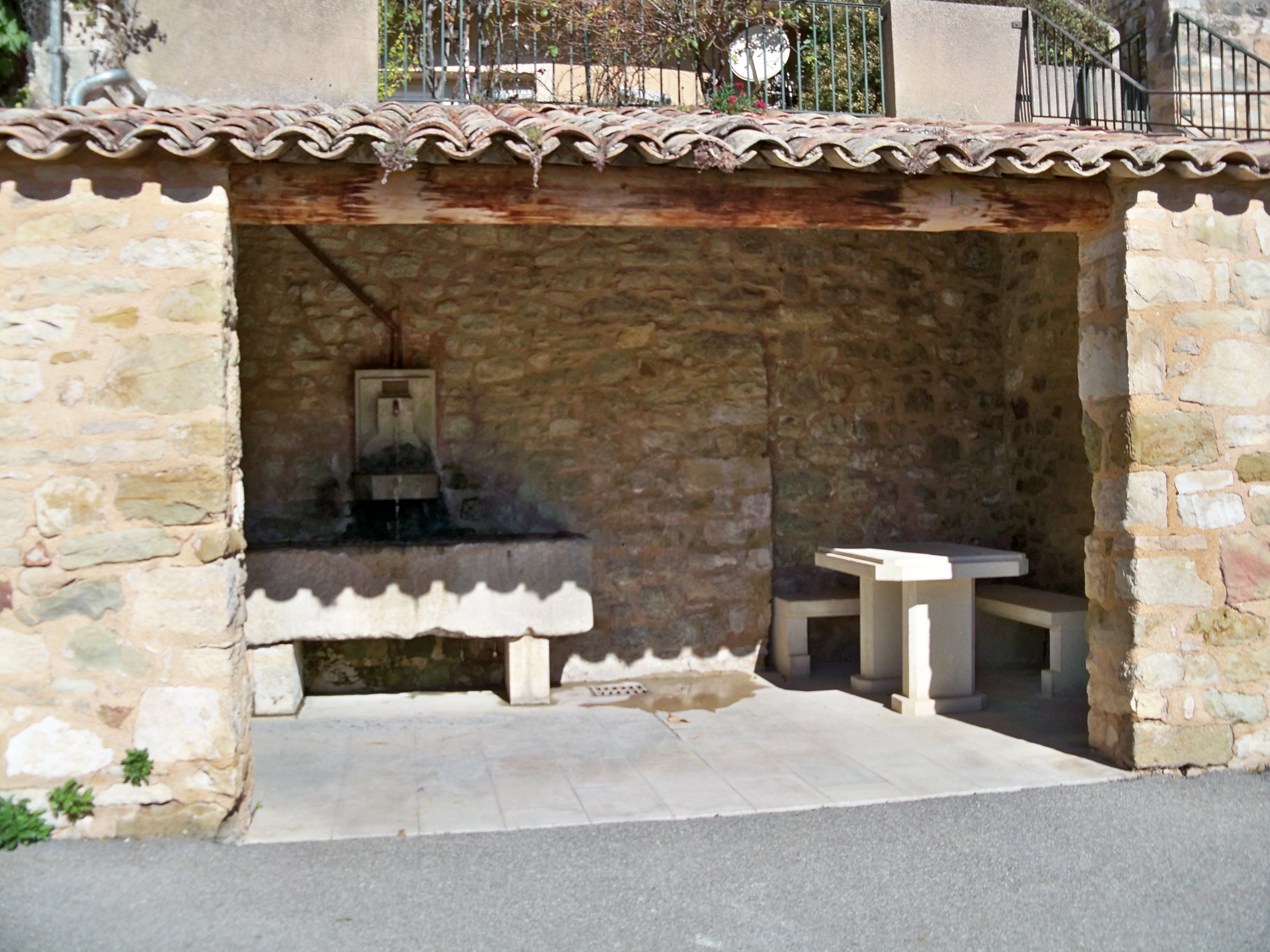
Lavoir et parloir.

### Personnalités liées à la commune
- Catherine Barriès, religieuse du couvent Sainte-Croix d'Orange, qui se défroqua, devint huguenote et dirigea la garnison de Gignac en 1575 contre la Ligue.
- Rose de Thomas-Gignac qui, au cours du XVIIIe siècle, épousa l'avocat Jacques Clément de Villars, qui dut acquérir la seigneurie de Fontienne, au nord de Forcalquier, pour se marier.

### Héraldique
| Blason de Gignac | Les armes peuvent se blasonner ainsi : D'argent au chef d'azur chargé d'une rose d'or. |